# Cacatua

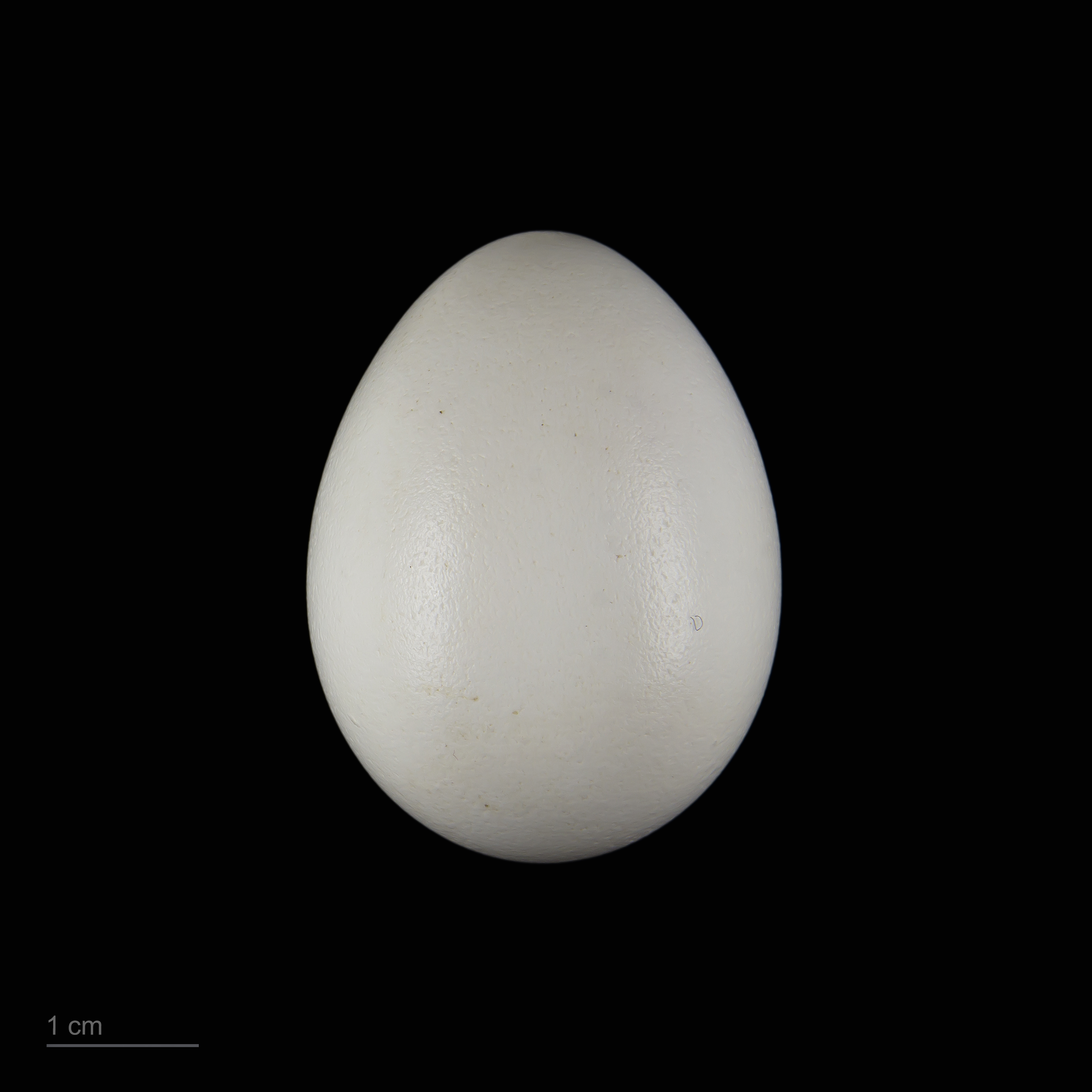
Cacatua sp - MHNT

Cacatua es un género  de aves psitaciformes de la familia Cacatuidae. Es un ave prensora que se encuentra desde las islas Filipinas y el este de Wallacea hasta las islas Salomón y el sur de Australia. Tienen un plumaje primariamente blanco (en algunas especies rosado o amarillo), un prominente penacho, y un pico negro (subgénero Cacatua) o pálido (subgénero Licmetis). Actualmente muchas especies de este género son consideradas amenazadas por una combinación de  pérdida de hábitat y captura para el comercio de aves silvestres, la cacatúa oftálmica, la cacatúa de las Molucas y la cacatúa blanca consideradas vulnerables, la cacatúa filipina considerada en peligro de extinción, y la cacatúa sulfúrea considerada en peligro crítico de extinción.
El género fue descrito en primer lugar por Brisson en 1790, con la cacatúa blanca (Cacatua alba) luego designada como la especie tipo. Georges Cuvier definió el género Kakatoe en 1869, con la cacatúa filipina  (C. haematuropygia) como especie tipo, y algunos libros sobre aves usan el nombre viejo. Mayr, Keast y Serventy validaron Cacatua en 1964, y quitaron Kakatoe.

## Especies
- Subgénero Cacatua - verdaderas cacatúas
  - Cacatúa sulfúrea, Cacatua (Cacatua) sulphurea
  - Cacatúa galerita, Cacatua (Cacatua) galerita
  - Cacatúa oftálmica, Cacatua (Cacatua) ophthalmica
  - Cacatúa blanca, Cacatua (Cacatua) albas
  - Cacatúa moluqueña, Cacatua (Cacatua) moluccensis
- Subgénero Licmetis
  - Cacatúa picofina, Cacatua (Licmetis) tenuirostris
  - Cacatúa cavadora, Cacatua (Licmetis) pastinator
  - Cacatúa sanguínea, Cacatua (Licmetis) sanguinea
  - Cacatúa de las Tanimbar, Cacatua (Licmetis) goffiniana
  - Cacatúa de las Salomón, Cacatua (Licmetis) ducorpsii
  - Cacatúa filipina, Cacatua (Licmetis) haematuropygia'